# Bunte Waldgraseule
Die Bunte Waldgraseule (Crypsedra gemmea) oder Waldrasen-Ziereule ist ein Schmetterling (Nachtfalter) aus der Familie der Eulenfalter (Noctuidae).

## Merkmale

### Falter
Die Flügelspannweite der Falter beträgt etwa 36 bis 44 Millimeter. Die Farbe der Vorderflügel variiert von oliv braun bis dunkelbraun. Der Costalrand ist abwechselnd schwarz und weiß gezeichnet. Im Wurzelfeld ist ein weißgelber Fleck erkennbar. Die jeweils weißen Ring-, Nieren- und Zapfenmakel treten deutlich hervor, sind schwarz umrandet und innen teilweise grau ausgefüllt. Die basale sowie die innere Querlinie sind weiß gefärbt mit trennscharfen, schwarzen Einfassungen. An der äußeren Wellenlinie befinden sich einige schwarze Pfeilflecke. Der Außenrand ist wechselnd braun und weiß gepunktet. Die Hinterflügel sind einfarbig hell graubraun, der Saum dünn weißlich behaart.

### Ei, Raupe und Puppe
Das Ei ist tonnenförmig mit deutlichen Längsrippen, an der Basis gerundet mit flacher Oberseite. Es hat zunächst eine hellgelbe Färbung, die sich später über hellrot bis zu dunkelrot ändert. Die Raupen sind glänzend bläulich- oder grünlichgrau gefärbt. Die Punktwarzen sind schwarz behaart. Kopf, Nacken- und Afterschild sind von braunschwarzer Farbe. Die Puppe ist braun gefärbt.

## Synonyme
- Polymixa gemmea
- Hadena gemmea

## Verbreitung und Lebensraum
Die Art ist in Europa weit verbreitet, stellenweise häufig. In den Alpen kommt sie bis auf etwa 2.000 Meter Höhe vor. Die Bunte Waldgraseule ist in vielfältigen Lebensräumen anzutreffen, wie Moorwaldungen, Moorwiesen, Mischwaldrändern, Kiefernheiden, Lichtungen und Auen sowie Parklandschaften.

## Lebensweise
Die Art bildet eine Generation pro Jahr. Sie überwintert als Ei. Die Raupen leben von April bis Juni. Sie ernähren sich von verschiedenen Gräsern, wie beispielsweise:
- Wiesen-Lieschgras (Phleum pratense)
- Einjähriges Rispengras (Poa annua)
- Wolliges Honiggras (Holcus lanatus)
- Wiesen-Fuchsschwanz (Alopecurus pratensis)
- Schmielen (Deschampsia),

zunächst in den Halmen, später dicht am Boden in röhrenförmigen Gängen, die aus abgebissenen Grasstücken gefertigt werden. In diesen erfolgt auch die Verpuppung. Die Falter fliegen von Juli bis September, sind nachtaktiv und können  auch an künstlichen Lichtquellen beobachtet werden.

## Gefährdung
Obwohl die Art in einigen Bundesländern gefährdet ist bzw. auf der Vorwarnliste der Roten Liste gefährdeter Arten steht, gilt sie in Deutschland als nicht akut bedroht.